# Abelardo Rondón
Abelardo Rondón Vasquez (Zapatoca, 18 maart 1964) is een voormalig Colombiaans wielrenner. Hij was een van de betere knechten in het hooggebergte van zowel Pedro Delgado als Miguel Indurain. Rondón had een eigenaardige stijl van klimmen. Met gestrekte armen en beide handen naast elkaar tegen de stuurpen aan. Hij werd in 1992 voor veel geld overgenomen door de ploeg van Gianni Bugno om hem aan zijn eerste Tourzege te helpen. Toen die ploeg ophield te bestaan en epo grootschalig zijn intrede had gedaan in het peloton, zette Rondón abrupt een punt achter zijn loopbaan.

## Belangrijkste overwinningen
1986
- Colombiaans kampioenschap op de weg

1987
- 5e etappe Ronde van de Toekomst

## Resultaten in voornaamste wedstrijden
| Jaar | Ronde van Italië | Ronde van Frankrijk | Ronde van Spanje |
| ---- | ---------------- | ------------------- | ---------------- |
| 1986 |                  | opgave              | 52e              |
| 1987 |                  |                     | opgave           |
| 1988 |                  |                     |                  |
| 1989 |                  | 28e                 |                  |
| 1990 |                  | 28e                 | 46e              |
| 1991 |                  | 12e                 | 38e              |
| 1992 | 43e              | 55e                 |                  |
| 1993 | 22e              | opgave              |                  |

| Jaar | Amstel Gold Race | Luik-Bast.‑Luik | Clásica San Sebastián | Waalse Pijl |  | WK op de weg |
| ---- | ---------------- | --------------- | --------------------- | ----------- |  | ------------ |
| 1986 |                  |                 |                       |             |  |              |
| 1987 |                  |                 |                       |             |  |              |
| 1988 |                  |                 |                       |             |  | opgave       |
| 1989 |                  |                 |                       |             |  | opgave       |
| 1990 |                  |                 |                       |             |  |              |
| 1991 |                  |                 |                       |             |  | 49e          |
| 1992 |                  |                 |                       |             |  | 70e          |
| 1993 | 71e              | 76e             | 87e                   | 35e         |  |              |